# Gloriette (Wenen)

De Gloriette in Wenen

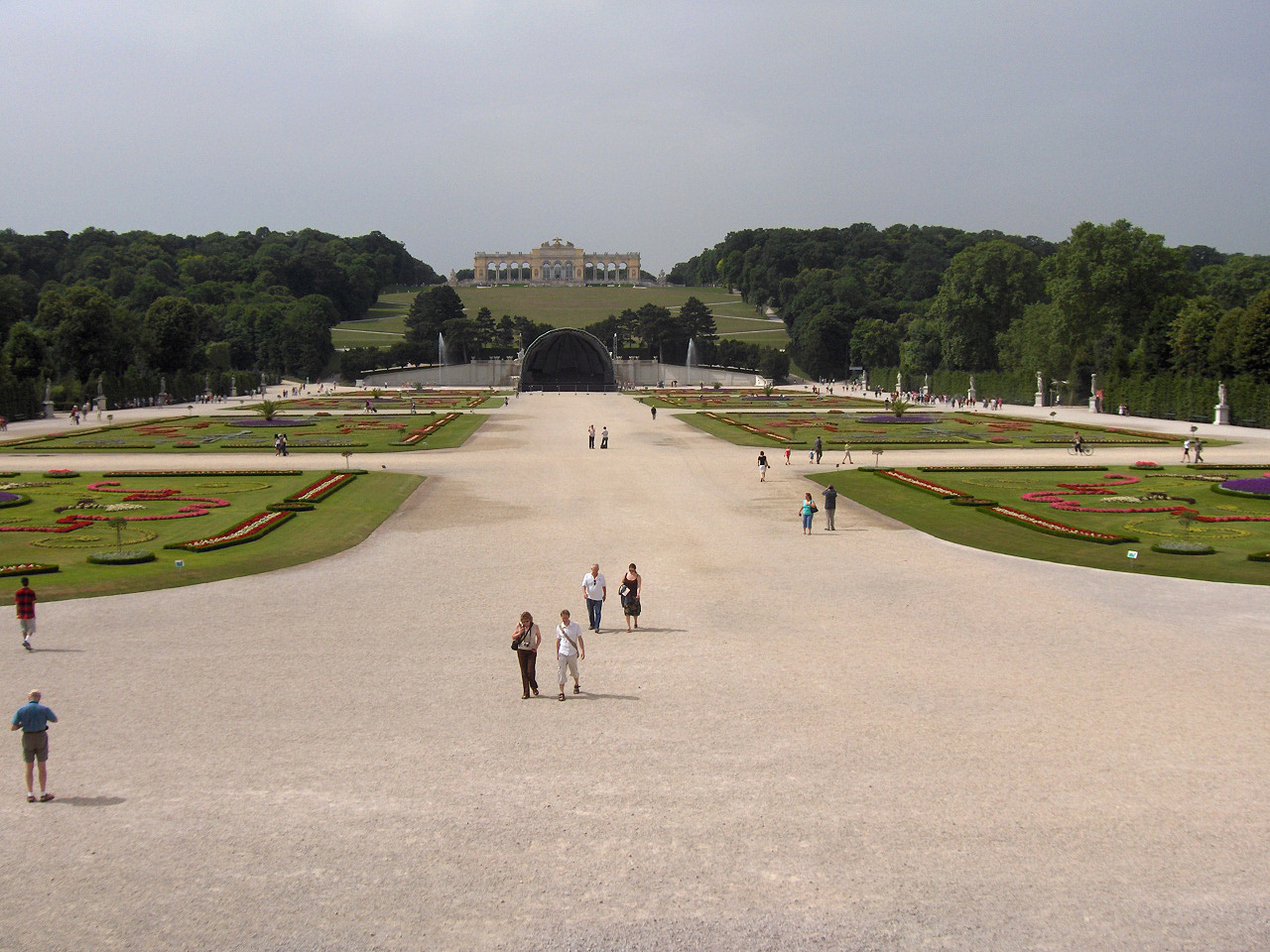
De zichtlijnen in de tuin van Schloss Schönbrunn komen samen bij de Gloriette

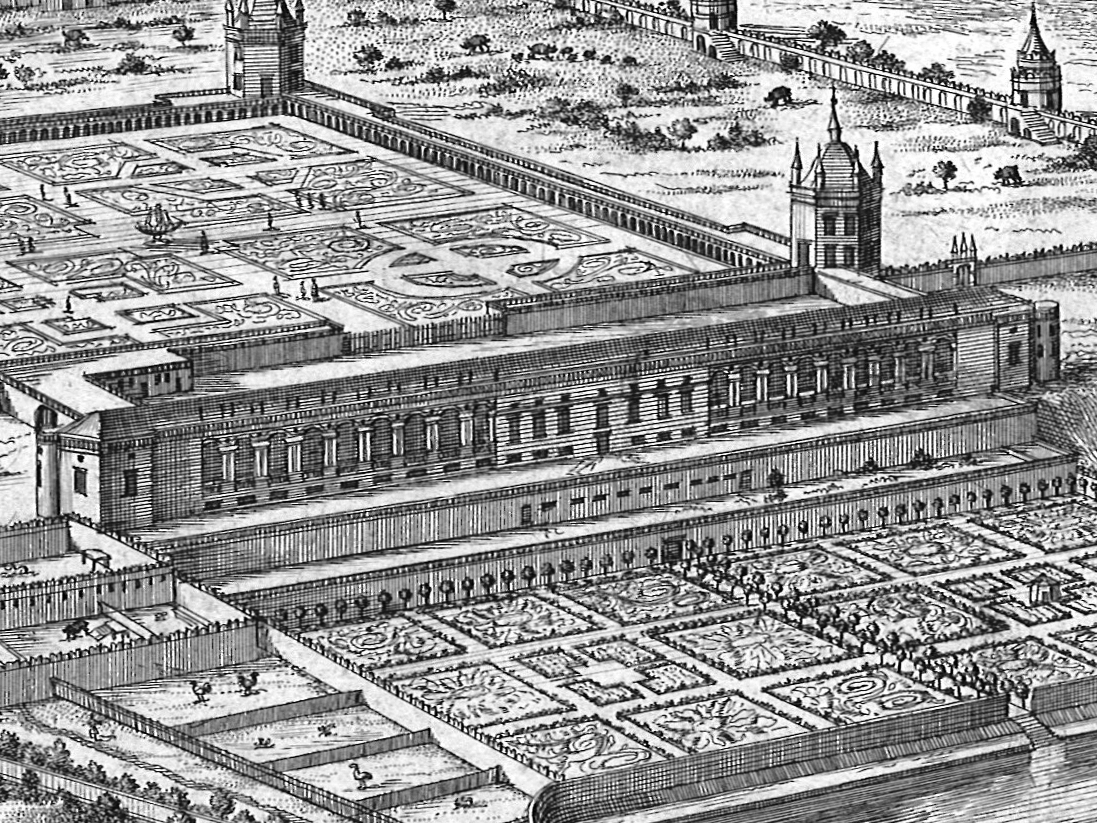
Gravure (rond 1720) van Schloss Neugebäude met de galerij die in 1775 is hergebruikt voor de Gloriette

De Gloriette is een gebouw in de tuin van Schloss Schönbrunn in Wenen in Oostenrijk. Het is de grootste gloriëtte ter wereld met een breedte van 84,3 meter (inclusief de trappen 135,3 meter), een diepte van 14,6 meter en een hoogte van 15,95 meter. 
De Gloriette is gebouwd in 1775 naar de plannen van de Oostenrijkse architect Johann Ferdinand Hetzendorf von Hohenberg. De Gloriette's sculpturen werden gemaakt door de beeldhouwer Johann Baptist von Hagenauer. De fraaie dubbele pilaren van de Gloriette zijn afkomstig van Schloss Neugebäude. Keizerin Maria Theresia vond dat diens galerij nergens toe diende en besloot dat de pilaren en lijsten voor de Gloriette moesten worden gebruikt. Deze bouwdelen zijn van Kaiserstein, een harde witte kalksteen uit de groeve van Kaisersteinbruch.
De Gloriette was het laatste onderdeel van de tuinaanleg en hij diende als blikvanger aan het einde van de tuin en tegelijkertijd als uitzichtspunt over de tuin. Op het dak is een uitzichtsplatform met mooi gezicht op de tuin, het paleis en de stad Wenen. Het gebouw werd later gebruikt als dinerzaal en locatie voor feesten en ook als ontbijtruimte voor keizer Frans Jozef I van Oostenrijk. Tijdens de Tweede Wereldoorlog werd het gebouw bij bombardementen beschadigd maar in 1947 werd het al weer hersteld. In 1995 werd de Gloriette gerestaureerd. Er werd opnieuw glas aangebracht in de drie bogen van het middelste gedeelte, net zoals dat er in had gezeten van 1790-1910. Sinds 1996 huist Cafe Gloriette in de voormalige eetzaal.
De Gloriette is gewijd tot monument voor de rechtvaardige oorlog (bellum iustum). Op de Gloriette is de volgende inscriptie aangebracht:
IOSEPHO II. AVGVSTO ET MARIA THERESIA AVGVSTA IMPERANTIB. ERECT. CIƆIƆCCLXXV.
("Onder de regering van keizer Jozef II en keizerin Maria Theresia opgericht in 1775.")

## Afbeeldingen

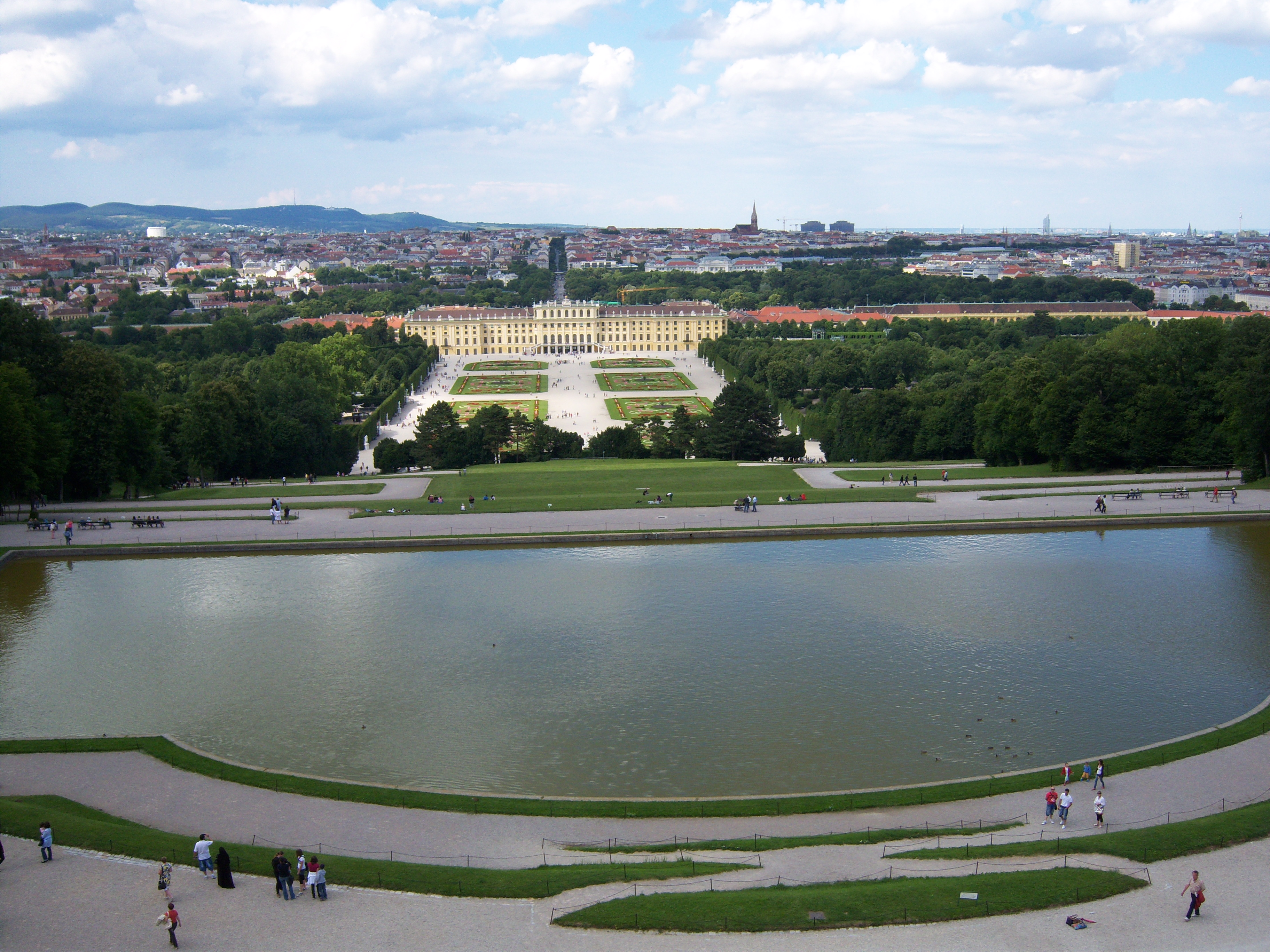
Uitzicht vanaf het dakterras over Schloss en stad
Inscriptie
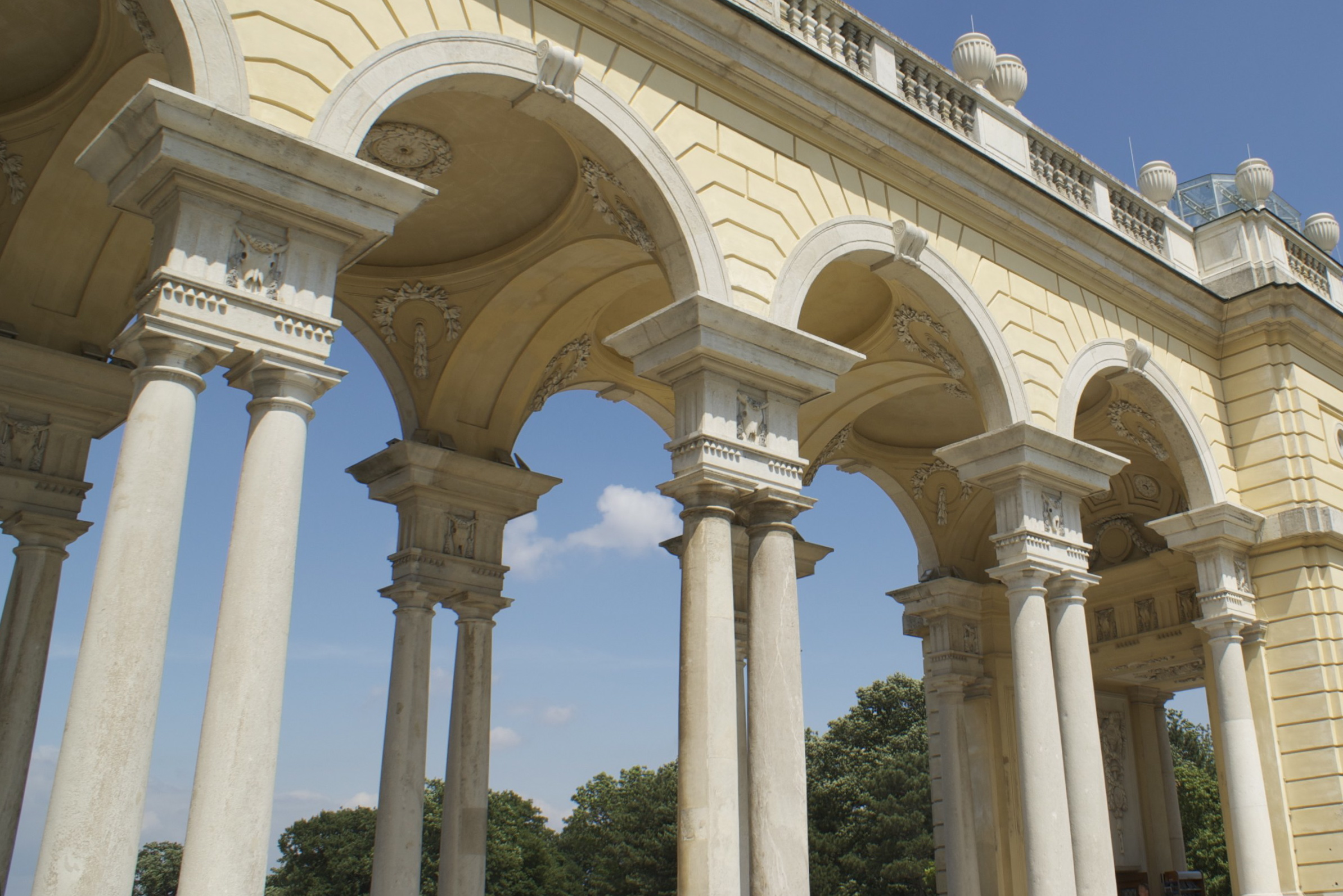
Zuilengalerij
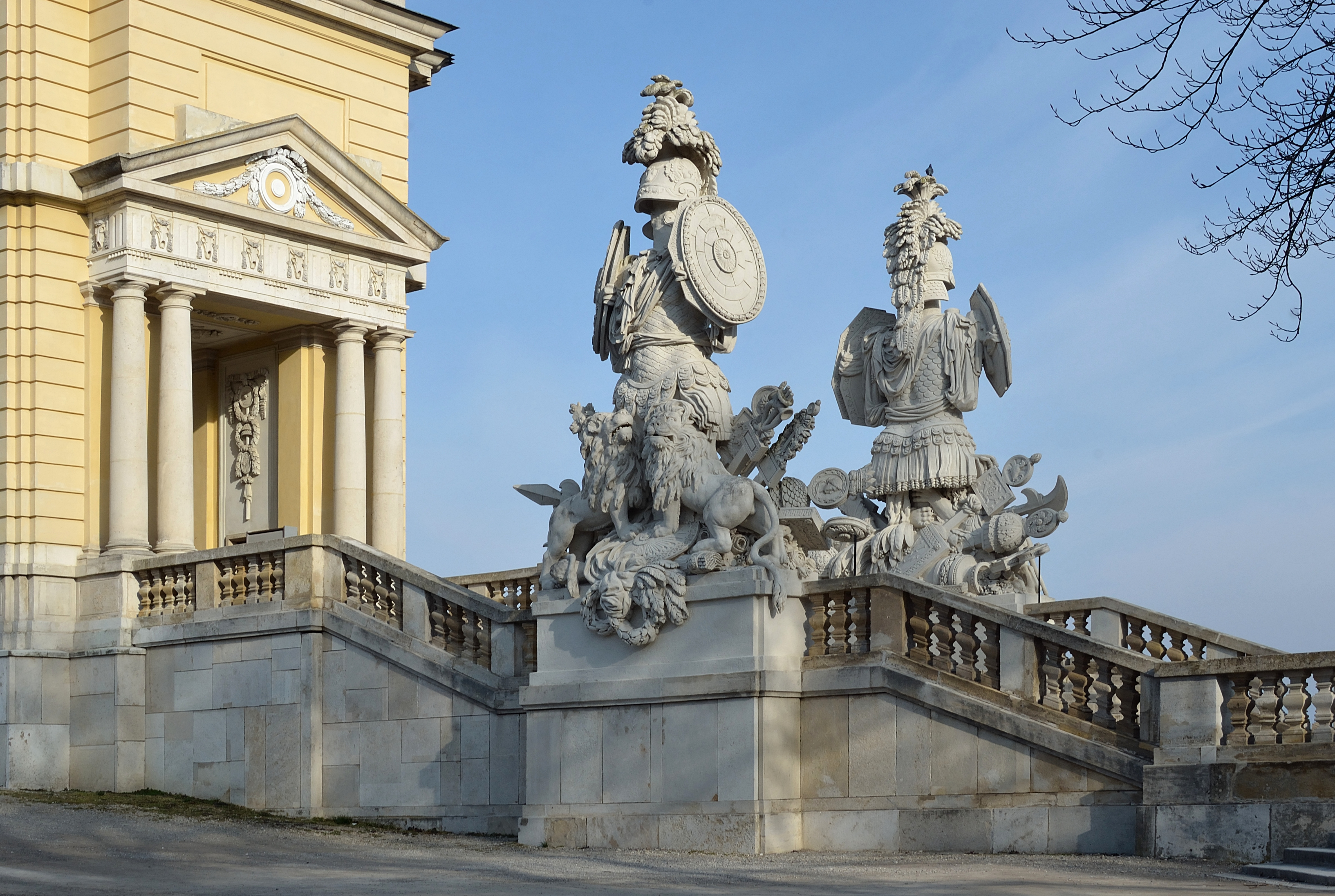
Beeldhouwwerk bij de trappen
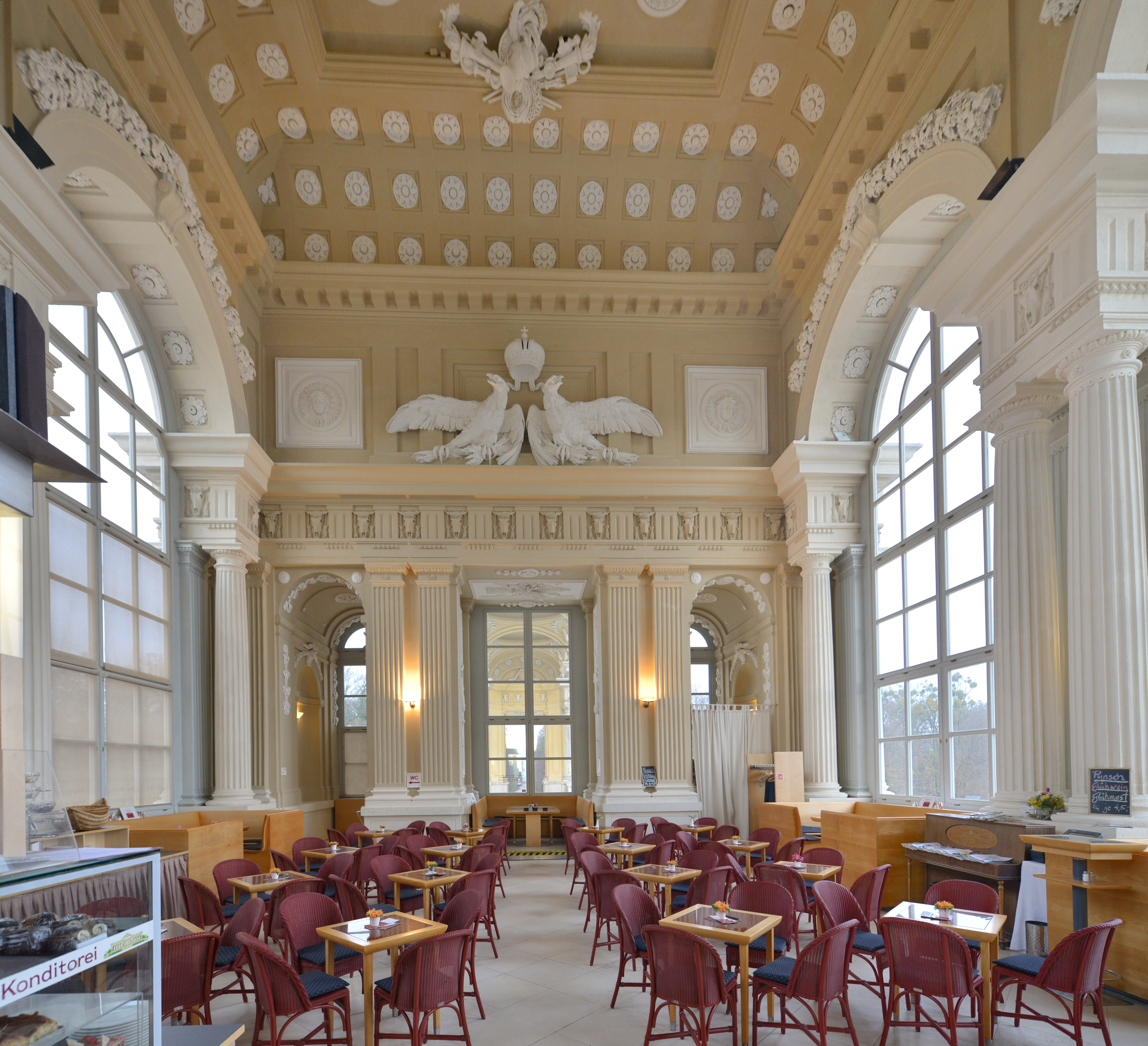
Interieur, met Cafe Gloriette
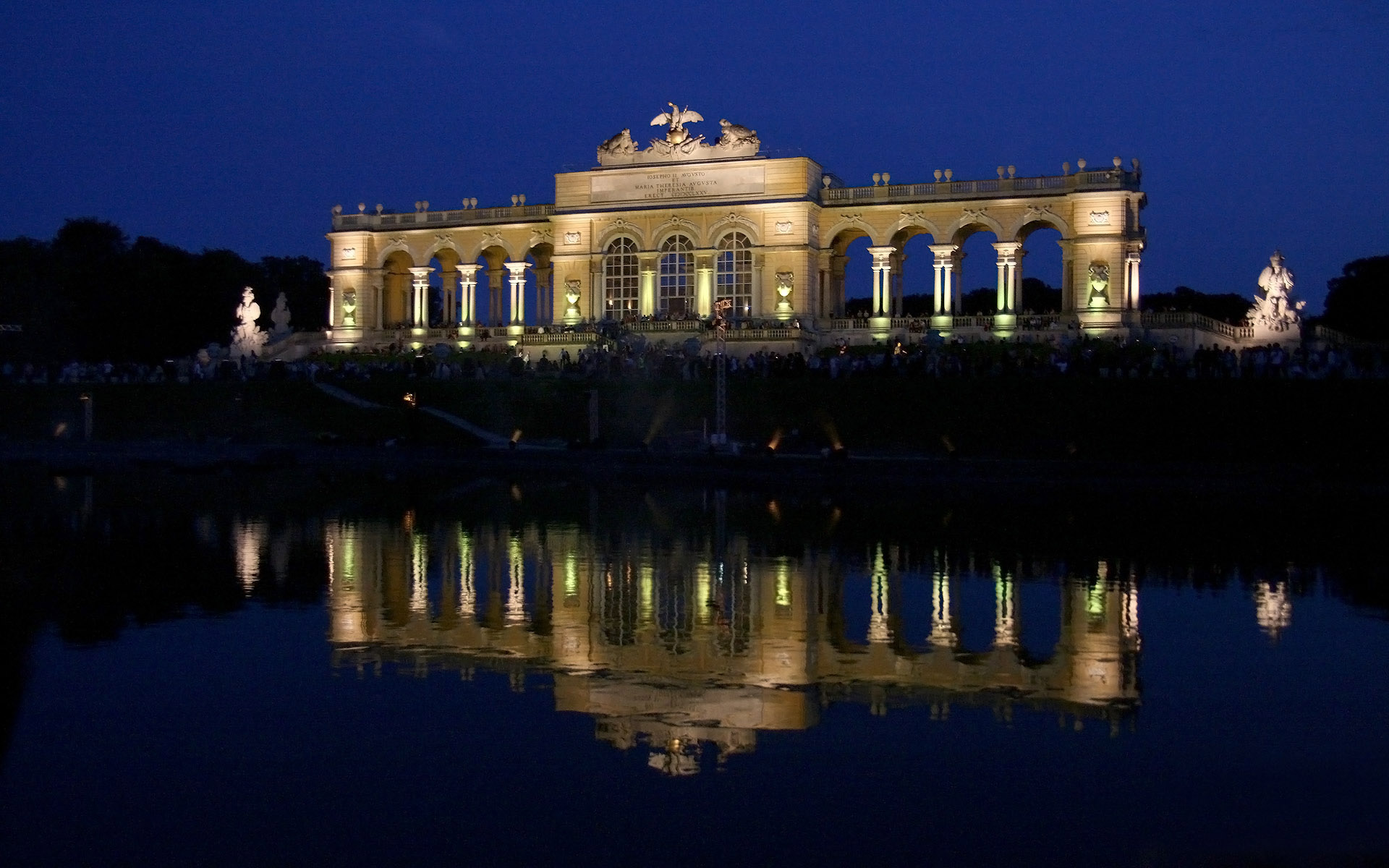
De Gloriette verlicht, Sommernachtskonzert 2012.jpg